# NGC 4822
NGC 4822 este o galaxie lenticulară situată în constelația Fecioara. A fost descoperită în 21 aprilie 1882 de către Ernst Wilhelm Tempel. Se află la o distanță de 53,46 de megaparseci de Pământ.